# Баба Тонка (залив)
Заливът Баба Тонка (на английски: Baba Tonka Cove) е залив в протока Дрейк с ширина 1,1 km, врязващ се 750 m в северния бряг на полустров Байърс на остров Ливингстън, между нос Виярд на изток и нос Варадеро на запад. Районът е посещаван от ловци на тюлени през XIX век.
Британско картографиране от 1822 г. и от 1968 г., чилийско от 1971 г., аржентинско от 1980 г., испанско от 1993 г. и българско от 2005 г. и 2009 г.
Наименуван на българската революционерка баба Тонка (Тонка Обретенова, 1812 – 1893), и във връзка със селището Баба Тонка в Североизточна България. Името е официално дадено на 15 декември 2006 г. от Комисията по антарктическите наименования, след като е официално утвърдено от президента на Републиката съгласно Българската конституция и установената международна практика.

## Карти
- Península Byers, Isla Livingston Архив на оригинала от 2013-11-09 в Wayback Machine.. Mapa topográfico a escala 1:25000. Madrid: Servicio Geográfico del Ejército, 1992.
- L.L. Ivanov et al, Antarctica: Livingston Island, South Shetland Islands (from English Strait to Morton Strait, with illustrations and ice-cover distribution), 1:100000 scale topographic map, Antarctic Place-names Commission of Bulgaria, Sofia, 2005
- Л. Иванов. Антарктика: Остров Ливингстън и острови Гринуич, Робърт, Сноу и Смит. Топографска карта в мащаб 1:120000. Троян: Фондация Манфред Вьорнер, 2009. ISBN 978-954-92032-4-0
- Л. Иванов. Карта на остров Ливингстън. В: Иванов, Л. и Н. Иванова. Антарктика: Природа, история, усвояване, географски имена и българско участие. София: Фондация Манфред Вьорнер, 2014. с. 18 – 19. ISBN 978-619-90008-1-6